# Игумнов, Константин Николаевич
Константи́н Никола́евич Игу́мнов (19 апреля [1 мая] 1873, Лебедянь, Тамбовская губерния, Российская империя — 24 марта 1948, Москва, СССР) — русский и советский пианист и педагог. Профессор Московской консерватории (1899). Народный артист СССР (1946). Лауреат Сталинской премии первой степени (1946).

## Биография
Родился 19 апреля (1 мая) 1873 года в городе Лебедянь (ныне в Липецкой области), в купеческой семье. Отец, Николай Иванович, был известен как начитанный, образованный человек, который любил музыку и литературу.
Музыкальные способности проявились рано. С четырёх лет его стали учить игре на фортепиано. 14 января 1881 года, он уже выступил в смешанном концерте с фантазией из оперы Дж. Верди «Трубадур».

Учась в прогимназии, в 1886 году вместе с товарищем дал концерт. Присутствовавшая на том концерте М. Моршанская вспоминала: 

«Помню себя гимназисткой. В то время я отдыхала летом в Лебедяни. Мы с мамой пришли на концерт учеников прогимназии. Сильное впечатление произвел на меня высокий, худощавый юноша. У него среди длинного лица выделялся орлиный нос. Меня поразила его игра: длинные музыкальные пальцы, согнутая фигура Константина Игумнова, казалось, сама была музыкальным органом, извлекавшим из фортепьяно с большой виртуозностью чудные звуки музыки».

## Профессиональная карьера
С 1887 года, параллельно с обучением в Первой московской классической гимназии, брал частные уроки игры на фортепиано у Н. С. Зверева (одновременно с С. Рахманиновым и А. Скрябиным). В 1888 году поступил вольнослушателем в Московскую консерваторию, в класс А. И. Зилоти, затем П. А. Пабста; одновременно занимался полифонией у С. И. Танеева, пробовал силы в композиции. Одновременно, в 1892—1895 годах учился в Московском университете — сначала на юридическом, потом на историко-филологическом факультете. Окончил консерваторию в 1894 году с золотой медалью и тогда же дебютировал как солист.
Участвовал в 1895 году в Международном конкурсе пианистов имени А. Г. Рубинштейна в Берлине, где получил почётный отзыв. В 1896 году А. К. Лядов доверил молодому пианисту впервые в концерте исполнить «Вариации на тему М. И. Глинки». В дальнейшем постоянно концертировал, преимущественно в Москве, давал частные уроки игры на фортепиано, был одним из самых популярных в Москве педагогов.
В 1898 году принял приглашение стать преподавателем музыкального училища при Тифлисском отделении Императорского русского музыкального общества. С 1899 года и до конца жизни вёл класс специального фортепиано в Московской консерватории (в 1942—1943 годах работал в Ереванской консерватории). В 1899 году стал профессором Московской консерватории, продолжая выступать в России и в Германии (1908, 1910, 1911). По отзывам современников, как пианист избегал крайностей: для него были типичны слегка приглушенная динамика, мягкое туше, певучий, бархатный звук, благородство интерпретации.
После Октябрьской революции 1917 года вошёл в состав Музыкального совета при Народном комиссариате просвещения (концертный подотдел). При его участии происходила реформа музыкального образования; в частности, в Московской консерватории были созданы курсы эстетики, истории культуры, истории литературы, введён класс камерного ансамбля. С 1918 года руководил фортепианным отделом, затем исполнительским факультетом консерватории. С 1935 года возглавлял одну из кафедр на фортепианном факультете. С 1919 года — постоянный член учебно-художественного комитета консерватории; весной 1924 года был избран на пять лет директором.
Среди его учеников: Л. Н. Оборин, М. И. Гринберг, Я. В. Флиер, Б. М. Берлин, Р. В. Тамаркина (аспирантка), Б. М. Давидович, Н. Л. Штаркман, А. А. Бабаджанян, О. Д. Бошнякович, М. Д. Готлиб, М. С. Гамбарян, Я. И. Мильштейн, Е. М. Тимакин, Н. А. Орлов, В. П. Агарков, Р. И. Атакишиев, А. Д. Франк, Р. Бакст, К. А. Малхасян, С. М. Чемоданов.
В концертном репертуаре пианиста 1930-х годов — серия монографических концертов: Л. ван Бетховен, Ф. Лист, Ф. Шопен, П. И. Чайковский, С. В. Рахманинов (первый в России исполнитель «Рапсодии на тему Паганини», 1939 год), Н. К. Метнер, С. И. Танеев; особенно часто играл как солист и в ансамбле произведения П. И. Чайковского, став их непревзойдённым интерпретатором. Выступал как солист, а также в ансамбле с И. В. Гржимали, А. Я. Могилевским, Б. О. Сибором, А. А. Брандуковым, А. Э. фон Гленом, Квартетом им. Бетховена.
В 1928—1929 годах — член редколлегии журнала «Музыкальное образование» (изд. Московской консерватории).
В годы Великой Отечественной войны К.Игумнов вместе с несколькими преподавателями был эвакуирован в Ереван, где преподавал в Консерватории. Там были проведены торжества по случаю его 70-летия. На концерте выступил 23-летний Александр Арутюнян, исполнивший «Прелюдию-поэму» (1943), которую он сочинил в честь своего учителя.
Константин Николаевич Игумнов умер 24 марта 1948 года в Москве. Похоронен на Новодевичьем кладбище (участок № 2).

## Награды и звания
- Заслуженный деятель искусств РСФСР.
- Народный артист РСФСР (1941).
- Народный артист СССР (1946).
- Сталинская премия первой степени (1946) — за концертно-исполнительскую деятельность.
- Орден Ленина (1945).
- Орден Трудового Красного Знамени (27.04.1937 — за выдающиеся заслуги в области подготовки музыкальных кадров).
- Медаль «За доблестный труд в Великой Отечественной войне 1941—1945 гг.».
- Медаль «В память 800-летия Москвы».

## Публицистика
- К 60-летию Московской Государственной консерватории, «Музыка и революция», 1927, No 4
- Проблемы исполнительства, «Советское искусство», 1932, 21 апреля
- Творчество, а не ремесло, там же, 1932, 26 ноября
- О Шопене, там же, 1935, 11 ноября
- О фортепианных сочинениях Чайковского, «СМ», 1940, No 5-6
- Мои исполнительские и педагогические принципы. [Конспект доклада] (Вступит. статья; публикация Я. И. Мильштейна), «СМ», 1948, No 4.

## Память
- Именем К. Н. Игумнова названы:
  - Липецкое областное училище искусств
  - Детская музыкальная школа № 1 в Лебедяни
  - Международный конкурс-фестиваль юных пианистов (Липецк)
  - Улица в Лебедяни
  - Детская музыкальная школа в Москве по ул. Покровка, 39.
- На родине пианиста в Лебедяни на доме на Советской улице, где он родился и жил, 19 мая 1973 года в ознаменование 100-летия со дня рождения установлен памятный барельеф. Позднее в Лебедяни был установлен бюст великому земляку.

## Конкурс им. К. Н. Игумнова
В Липецкой области регулярно с 1993 проводится Всероссийский открытый конкурс-фестиваль юных пианистов им. К. Н. Игумнова, входящий в Ассоциацию музыкальных конкурсов России. Председателем жюри конкурса является М. С. Гамбарян, ученица К. Н. Игумнова.